# Телліко-Плейнс (Теннессі)
Телліко-Плейнс, Таліква (англ. Tellico Plains) — місто (англ. town) в США, в окрузі Монро штату Теннессі. Населення — 762 особи (2020).

## Географія
Телліко-Плейнс розташоване за координатами 35°21′57″ пн. ш. 84°17′51″ зх. д. / 35.36583° пн. ш. 84.29750° зх. д. (35.365732, -84.297452). За даними Бюро перепису населення США в 2010 році місто мало площу 5,03 км², уся площа — суходіл.

## Демографія
Згідно з переписом 2010 року, у місті мешкало 880 осіб у 388 домогосподарствах у складі 239 родин. Густота населення становила 175 осіб/км². Було 471 помешкання (94/км²).
Расовий склад населення:
| - 97,2 % — білих - 0,8 % — корінних американців - 0,1 % — вихідців з тихоокеанських островів - 0,1 % — чорних або афроамериканців - 0,1 % — азіатів |

До двох чи більше рас належало 1,5 %. Частка іспаномовних становила 1,0 % від усіх жителів.
За віковим діапазоном населення розподілялося таким чином: 23,1 % — особи молодші 18 років, 58,5 % — особи у віці 18—64 років, 18,4 % — особи у віці 65 років та старші. Медіана віку мешканця становила 40,3 року. На 100 осіб жіночої статі у місті припадало 75,0 чоловіків; на 100 жінок у віці від 18 років та старших — 79,6 чоловіків також старших 18 років.
Середній дохід на одне домашнє господарство становив 32 952 долари США (медіана — 25 469), а середній дохід на одну сім'ю — 42 223 долари (медіана — 37 500). За межею бідності перебувало 36,2 % осіб, у тому числі 42,8 % дітей у віці до 18 років та 21,8 % осіб у віці 65 років та старших.
Цивільне працевлаштоване населення становило 218 осіб. Основні галузі зайнятості: виробництво — 22,0 %, освіта, охорона здоров'я та соціальна допомога — 21,1 %, роздрібна торгівля — 14,2 %, транспорт — 11,0 %.